# 吳家周
吴家周（？—？），號榔梅，南直隶和州民籍，徽州府歙縣澄塘人。明朝政治人物。

## 生平
万历四十六年（1618年）戊午科应天乡试举人，天啓五年（1625年）乙丑科進士，擢升礼科给事中。崇禎七年二月壬戌，以大学士温体仁、吴宗达主试禮部。礼科给事中吴家周彈劾体仁越次，皇帝不悅，贬家周。后擔任尚宝司卿。崇祯十七年甲申，以降賊之功授任大理寺卿，见牛金星云：『南方脆弱，愿包纳饷银数十万，免其刑掠』。金星云：『如果包得，即与上疏，但干系非小』。家周逡巡而退。